# Айзерман, Лев Соломонович
Лев Соломо́нович Айзерма́н (род. 3 марта 1929, Москва) — педагог, учитель русской словесности. Заслуженный учитель Российской Федерации (1992), кандидат педагогических наук (1976).
Родился в семье учителей. Окончил Московский городской педагогический институт им. В. П. Потёмкина (1952). С 1952 года работал учителем литературы в средней школе. В 1963—1973 годах одновременно преподавал в Московском институте усовершенствования учителей. Автор множества популярных книг по методике преподавания литературы, статей на педагогические темы в журналах «Новый мир», «Знамя», «Юность», «Континент», «Русский язык в школе», «Наука и религия» и др.

## Книги
- Уроки, литература, жизнь. — М., 1965.
- О проблемном изучении в школе комедии А. С. Грибоедова «Горе от ума». — М., 1966.
- Современный урок литературы и проблемное преподавание. — М., 1969.
- Преподавание литературы и проверка знаний учащихся. — М., 1969.
- Уроки литературы сегодня. — М., 1974.
- Человек среди машин и человек среди людей. — М., 1974.
- Школьник пишет сочинение. — М., 1977.
- Беззаветность исканий. — М., 1979.
- Уроки нравственного прозрения. — М., 1983.
- Вступая в жизнь. — М., 1983.
- Сочинение о сочинениях. — М.: «Педагогика», 1985.
- От последнего звонка — до выпускного вечера. — М.: «Московский рабочий», 1987.
- На уроке литературы и в зале кинотеатра. — М.: «Бюро пропаганды киноискусства», 1987.
- С углубленным изучением литературы… — М.: «Знание», 1990.
- Дар души и дар глагола. — М.: «Педагогика», 1990.
- Испытание доверием. Записки учителя. — М.: «Просвещение», 1991.
- Время понимать. Проблемы русской литературы советского периода. — М.: «Школа-Пресс», 1997.
- Литература в старших классах: Уроки и проблемы. — М.: «Просвещение», 2002.
- Зачем я сегодня иду на урок литературы. Записки учителя-словесника, полвека работающего в школе. — М.: Захаров, 2005.
- Педагогическая непоэма: Есть ли будущее у уроков литературы в школе?. — М. Время, 2012.
- Сочинения о жизни и Жизнь в сочинениях. — М. Национальный книжный центр, 2012.